# Stig Wretling
Stig Otto Wretling, född 21 juli 1911 i Umeå, död 13 april 1973 i Umeå stadsförsamling, var en svensk målare.

## Biografi
Han var son till fabrikören Otto Wretling och Frida Bergman och under en period gift med läraren Ingrid Thorén. Han var bror till Bo, David, Kjell och Anna Wretling samt morfar till Olof Wretling. Han studerade vid Otte Skölds målarskola i Stockholm 1930–1931 och genom självstudier under resor till bland annat Spanien, Finland och Frankrike. Separat ställde han ut ett flertal gånger i Umeå och dessutom ställde han ut separat i bland annat Skellefteå, Örebro, Eskilstuna, Köping, Nordmaling, Vännäs, Säffle och Skelleftehamn. Tillsammans med sin bror David Wretling ställde han ut i Västerås 1950. Han medverkade några gånger i Sveriges allmänna konstförenings salonger i Stockholm och utställningen med norrländsk konst på Liljevalchs konsthall 1946 samt i flera samlingsutställningar arrangerade av Västerbottens läns konstförening och Västerbottens konstnärsklubb i Umeå. Bland hans offentliga arbeten märks altartavlor för Åsele gravkapell och Bredträsks kapell samt en större takfreskomålning i Skellefteå. Hans konst består av landskapsskildringar från den sydvästerbottniska skärgården fjällvärldens speciella form och färgspegel samt stadsbilder från Umeå utförda i olja. Wretling är representerad vid Västerås konstförenings konstgalleri, Eskilstuna stadshus och i Helge Lindens minne på Västerbottens läns museum i Umeå. Han är begravd på Västra kyrkogården i Umeå.

### Bokkällor
- Svenskt konstnärslexikon del V, sid. 721–722, Allhems Förlag, Malmö. Libris 8390293
- Dödsannons i Svenska Dagbladet, 16 april 1973. sid. 2
- Wretling, Stig Otto på SvenskaGravar.se